# Kościół św. Antoniego Padewskiego w Krzyżu Wielkopolskim
Kościół pw. Świętego Antoniego Padewskiego w Krzyżu Wielkopolskim – jeden z dwóch rzymskokatolickich kościołów parafialnych, należący do parafii pw. św. Antoniego Padewskiego w Krzyżu Wielkopolskim, dekanatu Trzcianka, diecezji koszalińsko-kołobrzeskiej, metropolii szczecińsko-kamieńskiej, zlokalizowany w Krzyżu Wielkopolskim, w powiecie czarnkowsko-trzcianeckim, w województwie wielkopolskim.

## Historia
Budowla powstała w 1882 roku jako kościół ewangelicki dla powstałej gminy luterańskiej. Poświęcony został w dniu 2 października tego samego roku. Po 1945 roku świątynia została przejęta przez katolików i poświęcona w dniu 12 czerwca 1946 roku. Początkowo był to kościół pomocniczy parafii Najświętszego Serca Pana Jezusa. 
W dniu 24 sierpnia 1999 biskup Marian Gołębiewski utworzył nową parafię św. Antoniego Padewskiego, obejmującą część miasta i kilka wiosek. Tym samym, świątynia awansowała do roli samodzielnego kościoła parafialnego. Pierwsza msza święta po kapitalnym remoncie świątyni została odprawiona w dniu 25 września 1999 roku.